# Сухие леса Оканагана

Сухи́е леса́ Оканага́на (англ. Okanagan dry forests) — североамериканский континентальный экологический регион умеренных хвойных лесов, выделенный Всемирным фондом дикой природы.

## Размещение
Этот экорегион занимает юг центра Британской Колумбии и север центра штата Вашингтон между Скалистыми горами и Береговым хребтом.